# Republika Araksu
Republika Araksu (azer. Araz Türk Cümhuriyyəti) – krótkotrwała republika, położona na terenie obecnej Nachiczewańskiej Republiki Autonomicznej, istniejąca w okresie od 22 kwietnia 1918 do 26 maja 1919 roku.
Nazwa republiki pochodziła od Araksu, rzeki przez jej terytorium przepływającej. Republika została ogłoszona 22 kwietnia 1918 roku przez Dżafarkuli Chana Nachiczewańskiego, który korzystał ze wsparcia rządzącej w Demokratycznej Republice Azerbejdżanu partii Musawat Məmmədəmina Rəsulzadə'a i młodotureckiego rządu w Ankarze.
Republika upadła 26 maja 1919 roku, po zajęciu jej terytorium przez wojska DR Azerbejdżanu i DR Armenii.